# 黒川春村

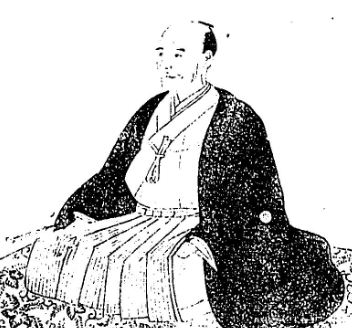
黒川春村（国学者）

黒川 春村（くろかわ はるむら、寛政11年6月9日（1799年7月11日）- 慶応2年12月26日（1867年1月31日））は、江戸時代末期の江戸の国学者、考証学者にして歌人。

## 略歴
通称は勘吉、治平、次郎左衛門、名は主水。薄斎、芳蘭、葵園など、多数の号を用いた。
江戸・浅草田原町の陶器商の子として生まれるが、家業を継がず2世浅草庵守舎に狂歌を学び、3世浅草庵を継いだ。後に和歌に転じて国学へと発展した。狩谷棭斎に国学や考証学を学び、また本居宣長からも影響を受けた。
博識で特に音韻、考証学に優れており古美術にも通じていた。伴信友、清水浜臣、岸本由豆流、内藤広前などと交流が深かった。また、信州高井郡の須坂藩主堀直格とも知己の間柄であり、共に学問の考究を補助した。春村は直格の著作に序文を寄せている。慶応2年（1866年）没、68歳。四人の実子がいたが、そのいずれも嫁いだり、他家に養子に入ったため、弟子の黒川真頼（旧姓金子）を養子に迎えて黒川家を継がせた。夥しい量の著作を書き上げたが、その内出版されたものはごく僅かであった。主な著書に『音韻考証』等がある。墓所は浅草の永見寺。

## 学問
律令学者で『古事類苑』全355冊の編纂に携わり、後に編纂長を務めた佐藤誠実は、春村に国学を学んでいる。

## 著書
- 岡田希雄写『音韻考証』1922年。
- 『神祇雜考』。
- 『並山日記 7巻（1）』龜岳 原画。
- 『並山日記 7巻（2）』龜岳 原画。
- 『並山日記 7巻（3）』龜岳 原画。
- 『並山日記 7巻（4）』龜岳 原画。
- 『並山日記 7巻（5）』龜岳 原画。
- 『並山日記 7巻（6）』龜岳 原画。
- 『並山日記 7巻（7）』龜岳 原画。
- 『並山日記 7巻（8）』龜岳 原画。
- 『並山日記 7巻（9）』龜岳 原画。
- 『並山日記 7巻（10）』龜岳 原画。
- 『甲斐志料集成 第1』（翻刻）甲斐志料刊行会、1932年、59 - 233頁。
嘉永3年（1850年）刊行。江戸から甲州道中を旅し甲斐国に至り、身延詣を経て東海道から箱根を経て江戸に帰るまでの紀行文。道中では旧家・古寺社を訪ね文化財の調査も行っており、『甲斐国志』等の文献を引用した考証を行っているほか、彩色図を数多く掲載している。写本は「若尾資料」「甲州文庫」本（ともに山梨県立博物館所蔵）など。翻刻は『甲斐志料集成』（第1巻、1932年）、『甲斐志料集成』（第3巻、1981年）がある。
- 『草庵五百人一首 3巻（1）』柳川重信 画、1833年。
- 『草庵五百人一首 3巻（2）』柳川重信 画、1833年。
- 『草庵五百人一首 3巻（3）』柳川重信 画、1833年。
- 『柳巷名物誌』（天保5年）浅草三世。
- 『墨水遺稿 巻1　古物語類字鈔』吉川半七、1899年。
- 『墨水遺稿 巻2　競物名彙』吉川半七、1899年。
- 『墨水遺稿 巻3　歴代大仏師譜』吉川半七、1899年。
- 『墨水遺稿 巻1～3』吉川半七、1899年。